# Qusay Munir
Qusay Munir Abboudi Al-Hussein (arab. قصي منير عبودي الحسين, ur. 12 kwietnia 1981 w Nasirijji) – iracki piłkarz występujący na pozycji pomocnika w drużynie Qatar SC.

## Kariera piłkarska
Qusay Munir jest wychowankiem drużyny Al-Sinaa. W 2003 przeszedł do innego irackiego klubu - Al-Quwa Al-Jawiya. Po roku przeniósł się do katarskiego zespołu Al-Khor. W tym okresie został uznany za najlepszego piłkarza irackiego w 2004 roku. W 2005 powrócił do ojczyzny i podpisał kontrakt z ekipą Al-Zawraa. Następnie grał w Al-Hazm z Arabii Saudyjskiej. Kolejnym klubem w jego karierze był Arbil FC z Iraku. W 2007 związał się na rok z drużyną ze Zjednoczonych Emiratów Arabskich - Nadi asz-Szarika. Od 2008 występuje w Qatar SC.
Qusay Munir w 2003 zadebiutował w reprezentacji Iraku. Brał udział w trzech Pucharach Azji: w latach 2004, 2007 i 2011. W 2007 jego drużyna triumfowała w rozgrywkach.

### Sukcesy

#### Indywidualne
- Najlepszy piłkarz iracki w 2004 roku.

#### Reprezentacja Iraku
- Zwycięstwo
  - Puchar Azji: 2007